# Nekrasovskajalinjen
Nekrasovskajalinjen (ryska: Некрасовская линия) är en linje i Moskvas tunnelbana med nio stationer på en 14 km lång sträcka, invigd 2019.
Linjen börjar från stationen Aviamotornaja på Kalininsko-Solntsevskajalinjen öster om Moskvas centrum och därefter går den  mot stadens sydöstra utkant.
Följande nio stationer ingår:
- Nizjegorodskaja
- Stachanovskaja
- Okskaja
- Jugo-Vostotjnaja
- Kosino (bytesstation till Lermontovskij Prospekt på  Linje 7)
- Ulitsa Dmitrijevskogo
- Luchmanovskaja
- Nekrasovka